# Zarzecze (sielsowiet Rubieżewicze)
Zarzecze (biał. Зарэчча, Zareczcza; ros. Заречье, Zarieczje) – wieś na Białorusi, w obwodzie mińskim, w rejonie stołpeckim, w sielsowiecie Rubieżewicze.

## Historia
W XIX i w początkach XX w. położone było w Rosji, w guberni mińskiej, w powiecie mińskim, w gminie Zasule.
W dwudziestoleciu międzywojennym leżało w Polsce, w województwie nowogródzkim, w powiecie stołpeckim, do 1 kwietnia 1927 w gminie Zasule, następnie w gminie Stołpce. W 1921 miejscowość liczyła 327 mieszkańców, zamieszkałych w 61 budynkach, w tym 301 Białorusinów, 23 Polaków i 3 Żydów. 304 mieszkańców było wyznania prawosławnego i 23 mojżeszowego
Po II wojnie światowej w granicach Związku Sowieckiego. Od 1991 w niepodległej Białorusi.